# ロックフォード (イリノイ州)

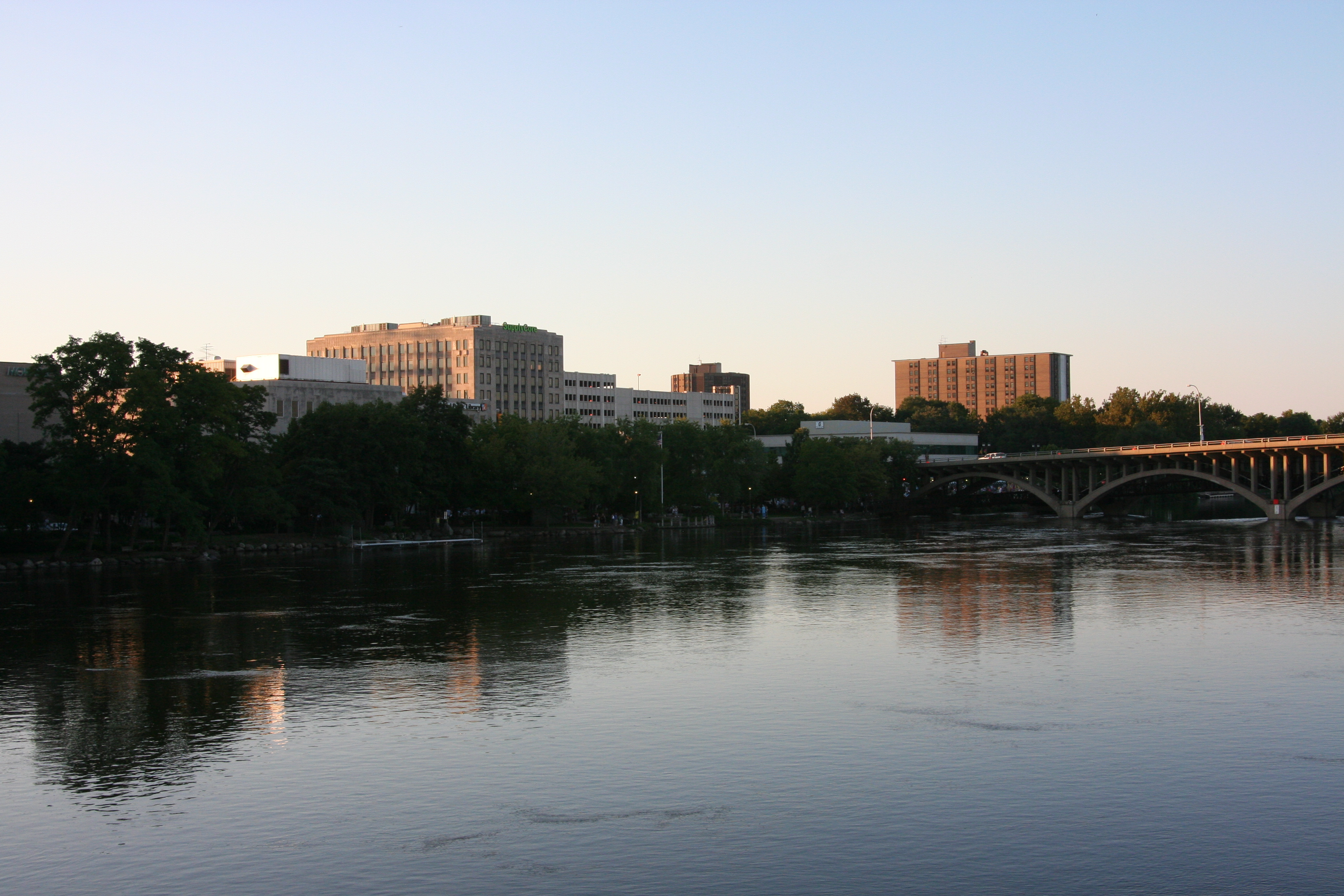
ロックフォードのダウンタウン

ロックフォード（Rockford）は、アメリカ合衆国イリノイ州北部の都市。ウィネベーゴ郡の郡庁所在地である。シカゴの北西130キロメートルに位置する。人口は14万8655人（2020年）
で、シカゴ都市圏外では最大の都市である。ウィネベーゴ郡、および東に隣接するブーン郡の2郡にまたがる都市圏は人口33万8798人（2020年）を数える。ロックフォードは市内に立ち並ぶニレの木で知られており、それ故に「森の街」と呼ばれている。市街地はミシシッピ川の支流の1つであるロック川の両岸に広がっている。

## 歴史

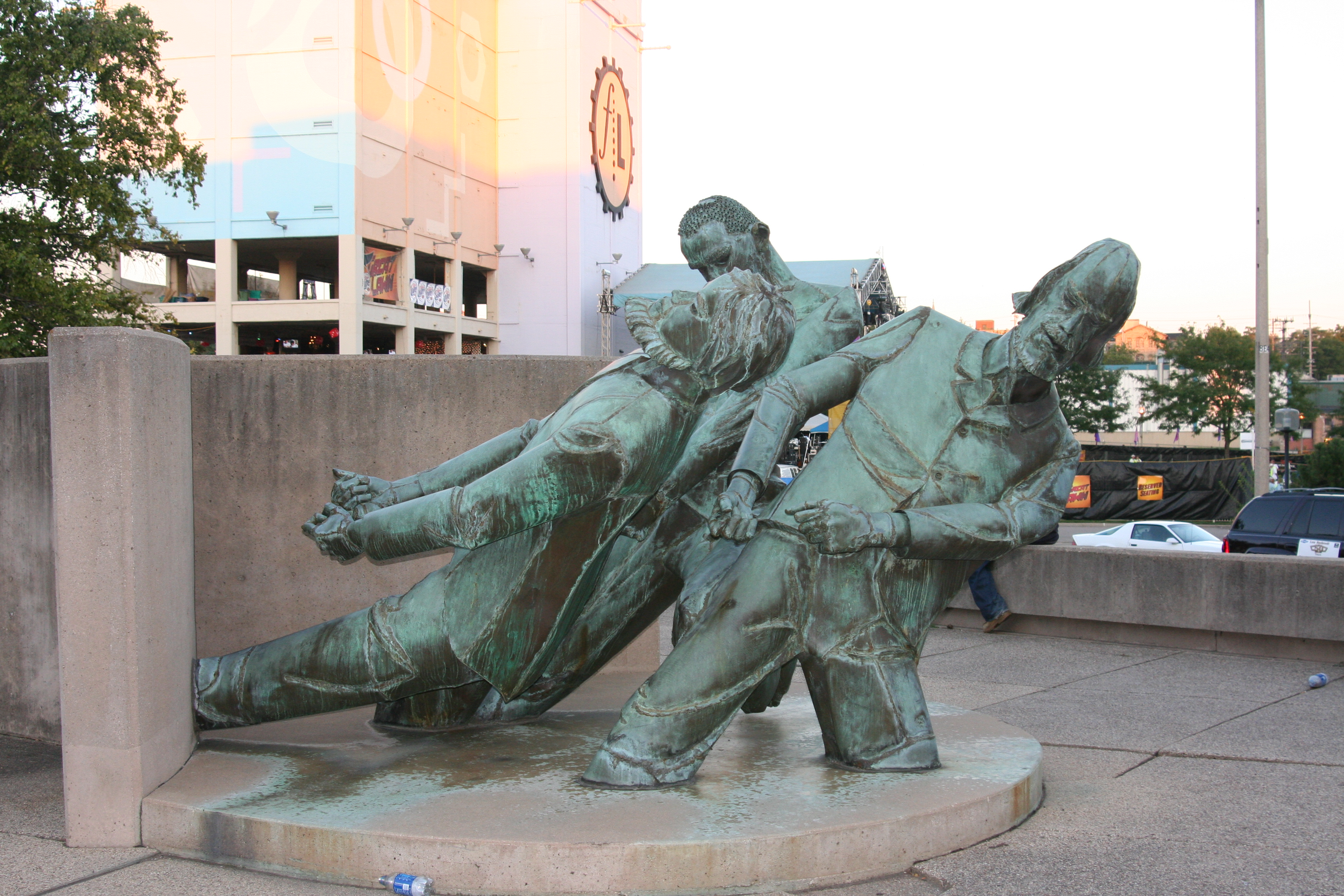
ロックフォード創設者の銅像

この地には1834-35年に入植が始まった。ロック川の西岸にはジャーマニカス・ケント、サッチャー・ブレイク、ルイス・レモンの3名が当時の鉛鉱山の町ガリーナからやってきて入植地を創設した。一方、ロック川の東岸にはダニエル・ショー・ハイトが入植地を創った。当時奴隷の身分であったレモンは後に自由を買い取ったが、この地に留まって農業を営んだ。南北戦争前には、この周辺の地域にはニューヨークやニューイングランドから移入してきた住民が多かったのに対し、州南部にはケンタッキー州やテネシー州から奴隷の元使用主が移入してきた。この地はシカゴとガリーナの中間点にあったことから、当初はミッドウェイと呼ばれていたが、立地がロック川の渡津にあたることが判ると、ロックフォードと改められた。ロックフォードは1839年に正式な村となり、1852年には市に昇格した。
創設されてから最初の10年ほどは、ロックフォードは片田舎の静かな村に過ぎなかったが、その後急速に発展し、ウィネベーゴ郡の郡庁所在地に指定された。1851年には、ロックフォード水力発電会社が設立され、翌1852年にはガリーナ・アンド・シカゴ鉄道の駅がロックフォードに設けられた。安価な電力と交通手段が確立されたことによって、ロックフォードは変貌を遂げた。1860年頃には、ロックフォードは産業の中心地となり、特に農業機械の生産で知られるようになった。1880年代には、ロックフォードの家具工場はスウェーデン系移民の職人や資本家を登用し、20世紀前半には、ロックフォードはミシガン州グランドラピッズに次ぐ全米第2の家具生産の中心地になった。1920年頃には、この地のスウェーデン系住民は10,480人を数え、総人口の約1/6を占めていた。東部の起業家とは異なり、この地の家具会社の多くは協同組合を結成し、労働者や職人が強い力を持っていた。しかし、農業機械は第一次世界大戦の頃には既に衰退期に入り、家具産業も世界恐慌と第二次世界大戦で大きな打撃を受けた。
都市概観も変わっていった。1890年代後半から1900年代前半にかけては、その頃に形成された地区に公園が設けられた。1920年代には、街路樹の立ち並ぶ大通りが整備された。今日のロックフォードが「森の街」と呼ばれるようになった基礎は、この頃に作られた。1929年には、15階建て、高さ57mで、現在でもロックフォードで最も高い建物であるファウスト・ホテルが建てられた。このアール・デコ調のホテルは、その後何十年間にもわたって各界の要人を迎え、社交の中心となっていった。しかし、現在ではホテルとしては営業しておらず、高齢者用のアパートに転用されている。

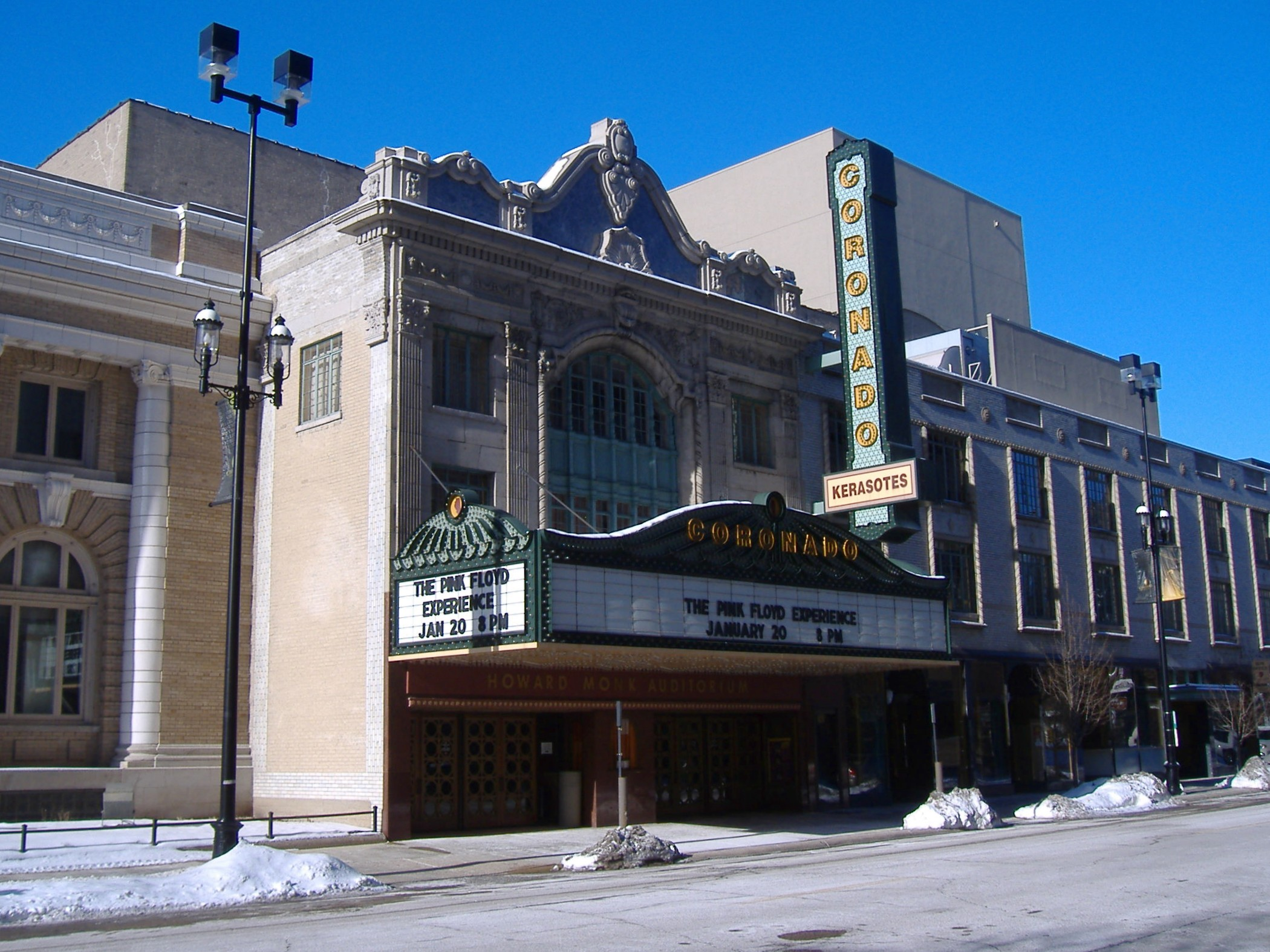
コロナド・シアター

経済の成長に伴って、ロックフォードは文化的にも成長していった。1872年には、イリノイ州内では2番目となる公立図書館、ロックフォード公立図書館が開館した。1877年には、ロックフォード初の日刊紙が刊行された。1920年代に入ると、コロナド・シアターをはじめとする劇場が次々と建てられた。1927年に建てられたコロナド・シアターは数あるロックフォードの劇場の中でも最も規模が大きく、また最も豪華なものであった。「ロックフォードの驚くべき劇場」と称されたこの劇場は、1979年に国の史跡に指定された。1943年には、全米女子プロ野球リーグが創設され、ロックフォードにもピーチズという女子野球チームができた。ピーチズは1945年、1948年、1949年、1950年と4度の優勝に輝いた。しかし、1954年にリーグが解散すると、チームも消滅した。その後、リーグとチームは1992年に公開された映画「プリティ・リーグ」の題材となった。
1960年代に入ると、20世紀前半に市の経済を支えてきた農業機械や家具産業は廃れ、代わりに新しい産業が生まれた。20世紀後半のロックフォードの産業は、自動車や宇宙航空などといった重工業が中心となっていった。その一方で、ロックフォードは玩具を作る町としても知られていくようになった。しかし1980年代に入ると、製造業は衰退に転じ、ロックフォードの地域経済は大きな打撃を受け、変革を迫られるようになった。市内の家族経営の企業の多くは大企業に買い取られ、大企業は合衆国内でも賃金の安い地域や、合衆国外へと移転していくようになった。市はハイテク産業への移行、博物館・美術館や公園を活用した観光業の振興、シカゴ都市圏の西方への拡張に目を向け、再生への頼みの綱としている。2009年には、ウォールストリート・ジャーナル紙の記事で、ロックフォードが直面する財政、失業、労働者の教育水準などの問題と、それらの問題に向き合う市長の姿が報じられた。

## 地理

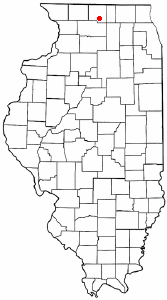
イリノイ州におけるロックフォードの位置

ロックフォードは北緯42度16分11秒 西経89度4分11秒 / 北緯42.26972度 西経89.06972度に位置している。シカゴからは西北西へ約135km、ウィスコンシン州の州都マディソンからは南へ約110kmに位置する。アメリカ合衆国統計局によると、ロックフォード市は総面積146.9km²（56.7mi²)である。そのうち145.1km²（56.0mi²)が陸地で1.8km²（0.7mi²)が水域である。総面積の1.23%が水域となっている。ロック川は市の中心部を南北に流れている。市の標高は218mである。
中西部に位置するロックフォードの気候は、時折蒸し暑くなる夏と寒さの厳しい冬に特徴付けられる、内陸性の気候である。夏の日中にはときどき摂氏30度を超えることがあるが、最も暑い7月でも平均気温は摂氏22度ほどである。冬は日中でも摂氏0度に達しない日が続き、夜には氷点下15度を下回ることもある。最も寒い1月の平均気温は氷点下7度ほどである。年間降水量は940-950mmほどであるが、夏季の降水量は冬季の3-4倍に達する。また、冬季の月間降雪量は17-23cmに達する。春季には集中豪雨や雷雨が起きやすく、竜巻を伴うこともある。冬季には雪嵐やブリザードが起きやすい。ケッペンの気候区分では、ロックフォードは亜寒帯湿潤気候（Dfa）に属する。
|               | 1月  | 2月  | 3月  | 4月  | 5月  | 6月   | 7月   | 8月   | 9月  | 10月 | 11月 | 12月 | 年    |
| ------------- | ---- | ---- | ---- | ---- | ---- | ----- | ----- | ----- | ---- | ---- | ---- | ---- | ----- |
| 平均気温（℃） | -7.2 | -4.4 | 1.7  | 8.9  | 15.6 | 20.6  | 22.8  | 21.7  | 17.2 | 11.1 | 3.3  | -3.9 | 8.9   |
| 降水量（mm）  | 35.6 | 30.5 | 66.0 | 99.1 | 91.4 | 119.4 | 109.2 | 101.6 | 96.5 | 76.2 | 68.6 | 50.8 | 944.9 |

## 政治

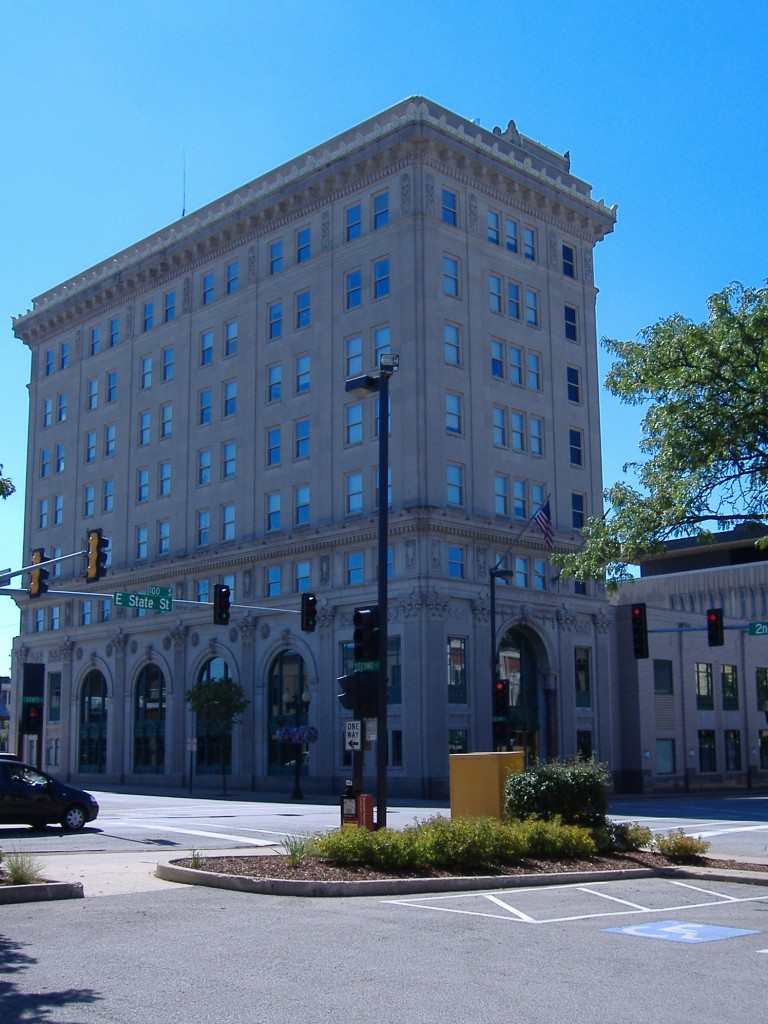
ロックフォード市庁舎

ロックフォードは市長制を採っている。市長は市の立法・行政の最高責任者である。市長の下には、市政における日常業務に責任を負い、市長を補佐する市政管理者がいる。市長の任期は4年である。条例案や予算案の策定・採決を行うロックフォード市議会は14名の市議員からなっている。市は14の選挙区に分けられ、それぞれの選挙区から1名ずつが選出される。市議員の任期は4年で、14名全員が同時に改選される。

## 教育
ロックフォード大学は市の中心部から東へ約5kmにキャンパスを構え、約1,000人の学生を抱えている。1847年にロックフォード女学校として創設されたこのリベラル・アーツ・カレッジは1892年に現在の名称に改称し、1955年に女子大学から男女共学へと移行した。ロックフォード大学はアメリカ合衆国におけるソーシャルワークの先駆者で、1931年にノーベル平和賞を受賞したジェーン・アダムズの母校として知られている。神戸女学院大学の創立者の1人であるジュリア・ダッドレーも同学の卒業生である。ロックフォード大学と神戸女学院大学は交換留学提携を結んでいる。またフリードリヒ・フレーベルの幼児教育を日本に伝え、神戸市にある頌栄短期大学の基礎を築いたアニー・ライオン・ハウもこの学校の出身。
ロックフォードにおけるK-12課程はロックフォード公立学区の運営する公立学校によって支えられている。ロックフォード公立学区はイリノイ州内では3番目に規模の大きい学区で、小学校40校、中学校7校、高等学校4校を運営し、27,000人以上の児童・生徒を抱えている。これらの公立学校に加えて、ロックフォード市内には初等・中等教育を行う私立学校が27校ある。

## 交通

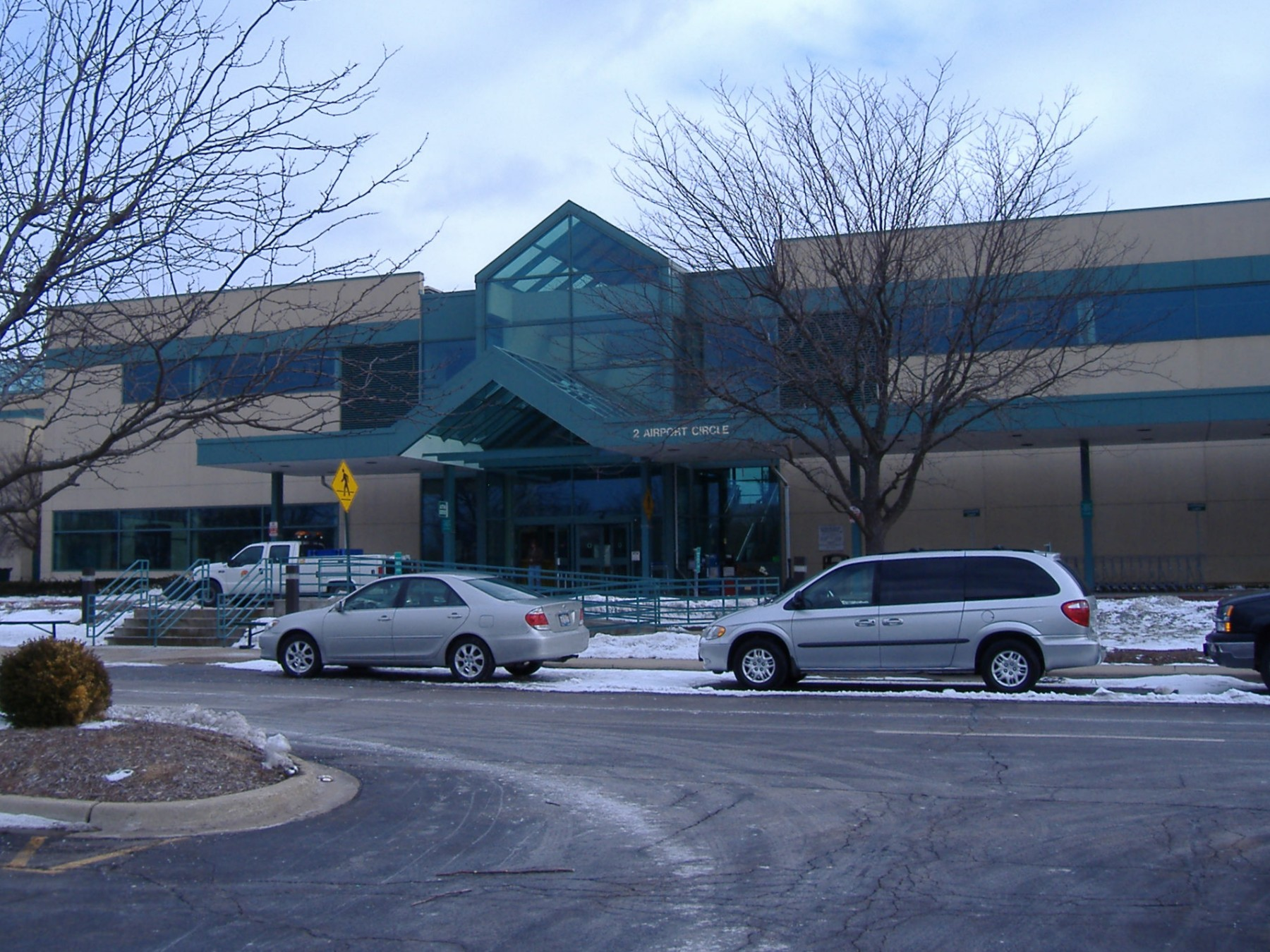
シカゴ・ロックフォード国際空港

ロックフォードに最も近い空港は市の中心部から南へ約6km、市域の南端に立地するシカゴ・ロックフォード国際空港（IATA: RFD）である。この空港はUPSのハブ空港の1つとなっており、同社最大のハブ空港であるルイビル国際空港をはじめ、全米各地の主要都市圏や近隣の主要都市への航空貨物便が発着している。一方、同空港に就航している定期旅客便はアレジアント航空1社のみであり、就航都市もフェニックス、ラスベガス、オーランド、セントピーターズバーグの4都市のみである。このほかには、カンクンへの季節運航便や、チャーター便などが発着しているが、全体的には、旅客の乗降よりも航空貨物の取扱いを主にしている空港であると言える。シカゴのオヘア国際空港（IATA: ORD）へはロックフォードの中心部から約110km、車で約1時間20分と利用可能な距離にあり、民間のバス会社による空港直行バスの便も毎時1本出ている。
ロックフォードでは2本の州間高速道路90号線と州間高速道路39号線が合流/分岐する。I-90はイリノイ・ウィスコンシン州境からシカゴまではジェーン・アダムズ記念有料道路となっている。この高速道路はシカゴとマディソンを結ぶ道路として1960年代初頭には既に開通していた。1965年にはロックフォードの南を迂回して市東部でI-90につながる国道20号線のバイパスが完成した。このバイパスは高速道路規格になっている。1992年に開通したI-39は、ロックフォードから南へブルーミントンへと通じており、イリノイ州北部と中央部を結ぶ道路としての役割を果たしている。また、I-39は、ブルーミントンで交わる州間高速道路55号線や州間高速道路74号線、ウィスコンシン州内で合流/分岐する州間高速道路43号線や州間高速道路94号線を経由して、シカゴ都市圏を通らずにセントルイス方面やシンシナティ方面とミルウォーキー方面やミネアポリス・セントポール方面を結ぶ短絡路としての役割も果たしている。
かつてはシカゴとアイオワ州ダビュークとを結んでいたアムトラックの中距離列車、ブラックホーク号がロックフォードに停車していた。しかし、ブラックホーク号は1981年に廃止された。その後、ロックフォードには旅客鉄道は通っていないが、アムトラックによる連絡バスがシカゴ・ユニオン駅よりロックフォードを経てウィスコンシン州マディソンに至る区間で運行されている。2006年、北イリノイ通勤交通イニシアチブは、シカゴ都市圏の近郊列車であるメトラをシカゴ西郊からロックフォードまで延伸することを提案した。
市内の公共交通は、ロックフォード大量輸送機関局（Rockford Mass Transit District, RMTD）の運営する路線バスによってカバーされている。RMTDは平日・土曜日の日中には17系統、夜間には6系統、日曜日には5系統のバスを運行している。

## 人口動態

### 都市圏人口
ロックフォードの都市圏、および広域都市圏を形成する各郡の人口は以下の通りである（2020年国勢調査）。
ロックフォード都市圏
| 郡             | 州         | 人口      |
| -------------- | ---------- | --------- |
| ウィネベーゴ郡 | イリノイ州 | 285,350人 |
| ブーン郡       | イリノイ州 | 53,448人  |
| 合計           | 合計       | 338,798人 |

ロックフォード・フリーポート・ロシェル広域都市圏
| 都市圏/小都市圏      | 郡                   | 州                   | 人口      |
| -------------------- | -------------------- | -------------------- | --------- |
| ロックフォード都市圏 | ロックフォード都市圏 | ロックフォード都市圏 | 338,798人 |
| ロシェル小都市圏     | オーグル郡           | イリノイ州           | 51,788人  |
| フリーポート小都市圏 | スティーブンソン郡   | イリノイ州           | 44,630人  |
| 合計                 | 合計                 | 合計                 | 435,216人 |

### 市域人口推移
以下にロックフォード市における1860年から2020年までの人口推移をグラフおよび表で示す。
| 統計年 | 人口      |
| ------ | --------- |
| 1860年 | 6,979人   |
| 1870年 | 11,049人  |
| 1880年 | 13,120人  |
| 1890年 | 23,584人  |
| 1900年 | 31,051人  |
| 1910年 | 45,401人  |
| 1920年 | 64,651人  |
| 1930年 | 85,864人  |
| 1940年 | 84,637人  |
| 1950年 | 92,927人  |
| 1960年 | 126,706人 |
| 1970年 | 147,370人 |
| 1980年 | 139,712人 |
| 1990年 | 139,426人 |
| 2000年 | 150,115人 |
| 2010年 | 152,871人 |
| 2020年 | 148,655人 |

## 姉妹都市
ロックフォードは以下5都市と姉妹都市提携を結んでいる。
- クルージュ＝ナポカ（ルーマニア）
- 常州市（中華人民共和国）
- フェレンティーノ（イタリア）
- ブロヴァルィー（ウクライナ）
- ボリホルム（スウェーデン）

## 註
1. ↑  “Quickfacts.census.gov”. 2023年9月29日閲覧。
2. ↑  Lundin. p.12
3. ↑  Lundin. p.8
4. ↑  Swedish Immigration to Rockford Archived 2016年2月5日, at the Wayback Machine.. Sword Productions, Inc.
5. 1 2  Johnson, Niel M. and Lilly Setterdahl. Rockford Swedes: American Stories Ed. Ulf Beijbom, American Friends of the Emigrant Institute of Sweden. 1993年.
6. ↑  Merrick, Amy and Roger Thurow. Mayor of Illinois City Hopes Against Hope for U.S. Funds. Wall Street Journal. 2009年2月6日.
7. 1 2  Historical Weather for Rockford, Illinois, United States of America. Weatherbase.com.
8. ↑  Mayor. City of Rockford.
9. ↑  City Council. City of Rockford.
10. ↑  In Perspective - Rockford College in history. Rockford College.
11. ↑  国際交流. 神戸女学院大学.
12. ↑  Schedule Details - Rockford, IL to Chicago O'Hare Airport, IL, Chicago O'Hare Airport, IL to Rockford, IL. Van Galder Bus Company. 2008年9月15日
13. ↑  Bona, Thomas V. All aboard? Commuter rail could take 3 to 5 years. Rockford Register Star. 2008年4月30日.
14. ↑  Route Maps. Rockford Mass Transit District. 2007年
15. ↑  “Quickfacts.census.gov”. 2023年9月28日閲覧。
16. ↑  Census Quickfacts. U.S.Census Bureau.